# 幸运儿吉姆
《幸运儿吉姆》是金斯利·艾米斯的一部小说，由维克多·格兰茨出版社初版于1954年。它是艾米斯的首部小说作品，曾赢得毛姆文学奖。《幸运儿吉姆》的背景在1950年左右，它以在英国的一所外省大学（以莱斯特大学为原型）中担任中世纪历史助教的吉姆·迪克逊为主角。小说言辞激烈、坦白，措辞和风格十分浮夸但是经过雕琢。小说代表着当时的社会特征：年轻人在集新见解和旧思想于一体的战后世界中挣扎沉浮。
本书的序言中引用了一首“民谣”：“Oh, Lucky Jim, How I Envy Him…”据称艾米斯将友人菲利普·拉金在1948到1950年间任职的莱斯特大学的地址“迪克逊路12号”中的“迪克逊”取出，作为主人公吉姆·迪克逊的姓氏。《幸运儿吉姆》同时也是献给拉金的作品，拉金给作者创作带来了启发，并为本书结构完善做出了很大贡献。时代杂志将其评选为1923-2005年间百部最佳英语小说之一。克里斯托弗·希钦斯将本书评价为20世纪下半叶最具趣味性的作品；托比·杨称本书是20世纪最佳的滑稽小说。

## 小说情节
本书具体的背景年份并不清楚，但是可以确定在1951年以前。吉姆·迪克逊是一名中世纪历史老师，任教于英格兰中部的一所红砖大学。小说中的喜剧部分主要集中在迪克逊如何对抗在学术生活中遇到的虚伪和掩饰，还有从个人的幻想到向外表现出来的全面延伸。虽然看起来吉姆正处在一个悲剧的人生轨迹上，但是他十分“幸运”地在本书结尾时获得了一直想要的优裕的伦敦生活和女孩。吉姆来自英格兰北部，接受过文法学校的教育，出身于下层中产阶级，并且对在大学中看到的一切虚伪抱有成见。在学年结束前他不得不采取行动，因为他担心将会在下一年初实习期满后失去这份工作。为了得到教师的终身职位，他试着与顶头上司、院长威尔奇教授搞好关系。然而威尔奇教授不学无术、粗鲁而迂腐。吉姆必须在不多的时间内和他建立信任，确保能发表第一篇学术论文。
迪克逊同时也受困于一个反复无常的“女友”玛格丽特·皮尔（主人公的同事，原型可能是莫妮卡·琼斯，菲利普·拉金的一位“红颜知己”）。玛格丽特刚刚失恋并且自杀未遂，并对迪克逊在责任感和性关系上进行情绪勒索，使得迪克逊充满压力。威尔奇教授在家中举办一个音乐晚宴，这被认为是迪克逊提高在同事中地位的一个好机会。但是迪克逊喝得烂醉如泥，烧掉了威尔奇家的一个床单。在这个周末，迪克逊认识了克里斯蒂安·卡拉干。她是威尔奇教授的儿子，伯伦德的现任女友，一位年轻的伦敦人。伯伦德是一名业余的画家，他的装腔作势让迪克逊很不满。虽然认识得很糟糕，但是迪克逊发现他已经被克里斯蒂安吸引了，因为她远不像刚刚看起来那样自负。迪克逊和克里斯蒂安的暧昧使得想要通过裙带关系认识克里斯蒂安叔叔的伯伦德十分不满。那位富有的老者正在伦敦寻找一名秘书。伯伦德在校园舞会上粗暴地对待她时，迪克逊将其救出。这两个人亲吻并且约会，但是在约会中，克里斯蒂安承认她看到迪克逊跟在伯伦德屁股后面时感到十分罪恶，而迪克逊也要去和玛格丽特见面。迪克逊和克里斯蒂安决定不再见面，而这时玛格丽特的前男友给迪克逊打电话想谈谈玛格丽特的事。
全书在迪克逊在做“快乐的英格兰”主题的公开课时达到高潮。前一天晚上为了冷静下来，迪克逊喝了很多酒。在酒精的作用下，迷迷糊糊的迪克逊不由自主在台上模仿威尔奇等等他讨厌的人事物，最后瘫倒在了台上。威尔奇极为愤怒，毫无同情地解雇了迪克逊。然而克里斯蒂安的叔叔，对迪克逊的个人主义和反保守主义的观点十分欣赏，决定把伦敦的秘书工作交给他。这份工作的收入远超他之前的实习助教。之后，迪克逊见到了玛格丽特的前男友，他称他根本就不是玛格丽特的男朋友，而只是个备胎。这两个人发现所谓的“自杀未遂”根本就是在将这两个人拴住，而没有真正的感情。迪克逊也终于从玛格丽特的束缚下走出，这时，克里斯蒂安决定和他重归于好，因为她发现伯伦德正在与一名迪克逊之前同事的妻子暧昧不清。两人决定一起离开这个城市去往伦敦。在去火车站的路上，迪克逊和克里斯蒂安见到了威尔奇一家。挽着克里斯蒂安走过他们时，迪克逊不由自主地哈哈大笑，嘲笑他们到底有多荒谬。

## 校园小说
《幸运儿吉姆》是英国校园小说的一个早期作品（一说是首部作品）。

## 改编电影
1957年，由约翰·博尔廷执导，伊恩·卡迈克尔饰演吉姆·迪克逊的电影在英国上映。
2003年，罗宾·谢普导演，史蒂芬·汤谱金森主演，翻拍了这部电影。